# Општина Томшани (Прахова)
Томшани (рум. Tomşani) општина је у Румунији у округу Прахова.
Oпштина се налази на надморској висини од 110 m.